# Mariano Díaz
Mariano Díaz Díaz (17 de setembro de 1939 — 5 de abril de 2014) foi um ciclista espanhol que correu profissionalmente durante as décadas de 60 e 70 do século XX. Em 1967, ele venceu uma etapa da Volta à Espanha. Também competiu na prova de estrada individual e no contrarrelógio nos Jogos Olímpicos de 1964.